# Jacques Aurran-Pierrefeu
Jacques Aurran de Pierrefeu est un homme politique français né le 11 mars 1769 à Cuers (Var) et décédé le 24 juillet 1835 à Cuers.

## Biographie
Jacques Casimir Aurran naît le 11 mars 1769 à Cuers et est baptisé le même jour. Il est le fils de Jean-Louis Aurran, ancien officier, et de son épouse, Thérèse-Charlotte de Geffroy d'Antrechaux.
Maire de Cuers, Jacques Aurran-Pierrefeu est conseiller général du Var de 1811 à 1831, occupant le 10ème siège. Il est député du Var de 1815 à 1820 et de 1830 à 1831, siégeant à droite avec les ultra-royalistes. 
Il est créé baron par lettres patentes de Louis-Philippe Ier le 22 mars 1831, avec institution de majorat sur son domaine de Font-Freye. 
Il meurt le 24 juillet 1835 à Cuers. 

## Distinction
- Chevalier de la Légion d'honneur (1er mai 1821)[5]